# Algirdas Pilvelis
Algirdas Pilvelis (ur. 4 marca 1944 w rejonie łoździejskim, zm. 27 sierpnia 2016 w Wilnie) – litewski dziennikarz i polityk, redaktor naczelny dziennika „Lietuvos aidas”.

## Życiorys
Pod koniec lat 40. stracił oboje rodziców. Przez pewien czas pracował jako górnik. Studiował potem w Kowieńskim Instytucie Politechnicznym, po czym pod koniec lat 60. był zatrudniony jako inżynier. Ukończył studia na Wydziale Historii Uniwersytetu Wileńskiego. Zajmował się fotografią prasową. W późniejszych latach został głównym udziałowcem i redaktorem naczelnym dziennika „Lietuvos aidas”.
W połowie lat 90. założył ugrupowanie „Reformų partija”. W 2002 był niezależnym kandydatem w wyborach prezydenckich, uzyskując w pierwszej turze 0,1% głosów i zajmując przedostatnie miejsce wśród 17 pretendentów. Zgłaszał swoją kandydaturę także do wyborów w 2004 i 2009, nie uzyskując wówczas rejestracji.